# Penicillaria oxylopha
Penicillaria oxylopha är en fjärilsart som beskrevs av Turner 1902. Penicillaria oxylopha ingår i släktet Penicillaria och familjen nattflyn. Inga underarter finns listade i Catalogue of Life.